# Orla Przełączka Niżnia
Orla Przełączka Niżnia (niem. Untere Adlerscharte, słow. Nižná Orlia štrbina, węg. Alsó-Sas-csorba) – położona na wysokości około 2150 m przełączka w polskich Tatrach Wysokich. Znajduje się w długiej wschodniej grani Świnicy pomiędzy Orlą Basztą (2175 m) a Orlimi Turniczkami, a konkretnie niższą z nich Małą Orlą Turniczką (ok. 2158 m). Południowe stoki tej grani opadają do Dolinki Buczynowej, północne do doliny Pańszczycy.
Przełączka ma dwa siodła, położone tuż obok siebie i przedzielone niewielką kopką. Z siodełka wschodniego na północno-zachodnią stronę, do żlebu z Granackiej Przełęczy opada bardzo wąska i stroma rynna, z siodełka zachodniego do tego samego żlebu opada stromy żlebek. Również do Dolinki Buczynowej z przełączki opada żleb.
Przez Obydwa siodełka Orlej Przełączki Niżniej przechodzi szlak turystyczny Orlej Perci. Z Granackiej Przełęczy nie biegnie on jednak przez szczyty Orlich Turniczek, lecz jej stromymi północnymi ścianami po skalnym gzymsie ubezpieczonym łańcuchami. Wejście na przełączkę możliwe jest dzięki zamontowanej drabinie, zejście na drugą stronę grani ubezpieczone jest dwoma łańcuchami.
W rejonie przełączki dopuszczalna jest także wspinaczka skalna, ale tylko od strony Dolinki Buczynowej. Drogi wspinaczkowe:
- Z Granackiej Przełęczy przez Orle Turniczki; II stopień trudności w skali tatrzańskiej, czas przejścia 30 min,
- Wprost od północy, ze żlebu Granackiej Przełęczy; II, 15 min,
- Południowym żlebem; I, 20 min[2].